# Макмиллан, Кеннет
Сэр Кеннет Макмиллан (англ. Kenneth MacMillan; 11 декабря 1929[…], Данфермлин, Файф — 29 октября 1992[…], Лондон) — британский артист балета и балетмейстер, руководитель Королевского балета в 1970 — 1977 годах.

## Биография
Родился в шотландском городке Данфермлин. Отец, Уильям Макмиллан (1891—1946), был рабочим и время от времени поваром, мать — Эдит (1888—1942). После переезда в город Грейт-Ярмут пошёл в среднюю школу. После того, как прочитал журнал о балете, заинтересовался искусством и стал брать уроки у Филис Адамс.
В 1945 году поступил по конкурсу в балетную школу «Сэдлерс Уэллс» (ныне Королевская школа балета), в 1946 году поступил в балетную труппу театра «Сэдлерс Уэллс». В это время встретил и получил поддержку Нинетт де Валуа.
Когда Дэвид Вебстер был назначен исполнительным директором Королевского оперного театра Ковент-Гарден в конце войны, его задачей было создание постоянных оперных и балетных трупп. Он взялся за создание оперной труппы с нуля, но убедил де Валуа сделать Ковент-Гарден главной базой для ее балетной труппы. В 1946 году, ещё будучи студентом, Макмиллан появился в постановке «Спящая красавица», с которой де Валуа и Вебстер открыли оперный театр. В октябре 1946 года его пригласил Фредерик Аштон, главный хореограф театра де Валуа, на главную роль в новом балете «Благородные и сентиментальные вальсы».
С 1952 года Кеннет Макмиллан больше стал заниматься хореографией. Он осуществил ряд удачных балетных постановок, а в 1965 году поставил балет «Ромео и Джульетта» на музыку Сергея Прокофьева с Марго Фонтейн и Рудольфом Нуриевым в главных ролях.
В период с 1966 года по 1969 год Кеннет Макмиллан руководил «Балетом Берлина», а с 1970 года возглавил «Королевский балет» Великобритании. В 1977 году ушёл с должности директора «Королевского балета», но остался главным хореографом театра.
Скончался во время премьеры восстановленной постановки балета «Майерлинг» за кулисами Ковент-Гардена в Лондоне.

## Награды
Был посвящён в рыцари в 1983 году, получил почётные степени Эдинбургского университета (1976) и Королевского колледжа искусств (1992). Его награды включают премию лондонских критиков Evening Standard (1979), балетную премию Общества театральных менеджеров Вест-Энда (1980 и 1983), а также посмертную премию Лоуренса Оливье за лучшую новую танцевальную постановку в 1993 году за «Иудино дерево», специальную премию Лондонского Театрального Общества в 1993 году и Премию «Тони» за лучшую хореографию в 1994 году за «Карусель».

## Основные постановки
- «Ромео и Джульетта»
- «Анастасия»
- «Манон»
- «Майерлинг»
- «Айседора»
- «Принц пагод»